# Göteborgs roddklubb
Göteborgs roddklubb, GRK, bildades som Göteborgs Ro-club den 16 december 1851 i Göteborg. Då samlades nämligen 9 göteborgare i tullförvaltare Westrings hus vid Lilla Bommens torg hos konsul F. W. Duff och bildade ovannämnda klubb. De närvarande utom konsul Duff var August Cedervall, Bartold Dahlgren, A. Dobreé, E. A. von Holten, Alexander Keiller, Niclas Oterdal, Pontus Paterson, och F. Walleroth. Av medlemsförteckningen ser man, att de övriga ursprungliga medlemmarna var: Alex. Barcley J:or, W. Bratt, O. Kylberg, och Rud. Leffler. "Direktionen" bestod av konsul Duff/ordförande och Aug. Cedervall/vice ordförande. Årsavgiften bestämdes till 2 riksdaler Banco.
Klubbens första båthus låg på Hisingen vid Kvillebäcken. 1942 invigdes ett nytt båthus på Ringön, under bron över Göta älv och 1976 flyttade klubben till Delsjön. Det har också funnits ett båthus på Saltholmen, där färjorna till södra skärgården lägger till. En stuga byggdes på Krokholmen i början på 1930-talet som utflyktsmål för klubbens så kallade pajrodder. 
År 1950 var antalet medlemmar 551 stycken.